# معايير الجاذبية (مانهوا)
معايير الجاذبية (بالكورية: 외모지상주의)‏ هي مانهوا كورية جنوبية كتبها ورسمها بارك تاي جون. نُشرت المانهوا على ويبتون Webtoon لأول مرة في نوفمبر 2014. تدور قصته حول طالب في المدرسة الثانوية يمكنه التبديل بين جسدين: أحدهما سمين وقبيح والآخر لائق ووسيم. وتم إصدار سلسلة رسوم متحركة كورية مقتبسة من المانهوا بواسطة Studio Mir على نتفليكس في ديسمبر 2022.

## القصه
بارك هيونغ سوك هو طالب ثانوي لا يحظى بشعبية ويتعرض للتنمر من قبل زملائه الطلاب بسبب السمنة التي يعاني منها. يتعرض للتنمر والمضايقة كل يوم من قبل زملائه ، ويطلق غضبه شفهيًا على والدته ويطلب الانتقال إلى المدرسة. قرر الهروب من مشاكله والبدء من جديد، وانتقل الى سيول بنية التسجيل في مدرسة جديدة وبداية حياه جديدة. قبل أن يبدأ المدرسة ببضع ليالٍ ، يتلقى جسدًا جديدًا ومثيرًا طويل القامة ذو عضلات بارزه. عندما يكون أحد الجسدين قيد الاستخدام ، ينام الآخر؛ يمكنه تبديل الأجساد بإيقاظ الشخص النائم.
ايام دانيال مقسمة الى قسمين: الفتى الوسيم نهارًا, والجسد السمين الاصلي ليلًا, بينما يعيش دانيال (بارك هيونغ سوك) بجسدين مختلفين, يبدأ في رؤية تمييز العالم ضد الاشخاص الذين يعتبرون غير جذابين وفرق المعامله, والتمييز والكراهيه. ويجعله جسمه الجديد مؤثرًا وشهيرا على مواقع التواصل الإجتماعي ومتدربًا في شركة ترفيهية للغناء وعارض أزياء.

## الشخصيات الرئيسية
دانيال بارك / بارك هيونغ سوك / كيسوكي هاسيغاوا
الاداء الصوتي بواسطة: (الكوري:شيم كيو هيوك) (الياباني:يوشيتسوغو ماتسوؤكا).
دانيال بارك هو طالب ساذج في المدرسة الثانوية يتعرض للتنمر من قبل لوغان لي. قبل أن ينتقل إلى مدرسة جاي وون الثانوية هربًا من التنمر ، يستيقظ بجسم أكثر نحافة وجاذبية بجانب جسده السمين. وبجسده الجديد، يكون صداقات ويتعرف على العالم وعلى نفسه من منظور جديد.

فاسكو / لي يون تاي / باسكو
الاداء الصوتي بواسطة: (الصوت الياباني:شونسكي تاكيوتشي) 
يشتهر باسكو بشخصيته الشبيهه بروبن هود، بدفاعه عن الضعفاء والمتنمر عليهم. كان صديق الطفولة لـجيس بارك ، وهو يقود بيرن ناكلز Burn Knuckles - وهي عصابة تعاقب المتنمرين وغيرهم من المخالفين - , على الرغم من مظهره الخارجي القاسي ، إلا أنه لطيف ويسعى إلى صداقة من يعتبرهم جيدين.
جاي هونغ / هونغ جاي يول
فتى غني وهادئ, ثري وغامض, جذاب ويعتمد على فنون القتال بالدفاع عن نفسة كرياضة أرنيس وسيستيما. يقال في بعض الشائعات المنتشره بعد ظهور المانهوا ان جاي هونغ مثليّ الجنس ومعجب بدانيال بارك .
زاك لي / لي جين سونغ / ريوسي كيتاهارا
الاداء الصوتي بواسطة: (الصوت الياباني:واتارو أراتا) 
زاك لي ملاكم كان عدوانيًا تجاه الجميع باستثناء صديقة طفولته، ميرا كيم التي يحبها. ميرا تكره العنف، لذلك يتوقف زاك عن التنمر ويصبح أكثر صبرًا. إنهما صديقان لجوهان سيونغ.

ميرا كيم / كيم مي جين / ميزوكي ساكان
الاداء الصوتي بواسطة: (الصوت الياباني:ناتسو يوريتا) 
ميرا كيم رحيمة وصبورة وملاحظة وترى الخير في الجميع. كان يوهان سونغ وزاك لي في حالة حب معها.

زوي بارك / بارك ها نيول / كاغاوا ميري
الاداء الصوتي بواسطة: (الصوت الياباني:ساوري هايامي) 
زوي بارك هي فتاة جميلة حاولت استخدام جمالها الساحر للحصول على ما تريد. بعد أن أنقذها جسد دانيال الأصلي من مطارد يحاول قتلها ، فبدأت بالاحساس بمشاعره تجاهه.
كريستال تشوي / تشوي سو جونغ / أكاري نيريما
الاداء الصوتي بواسطة: (الصوت الياباني:رينا أوياما) 
تمتلك كريستال تشوي جسدين وهي ابنة رئيس شركة HNH المعروفه بالقصه. في البداية كانت طالبة تعاني من زيادة الوزن تنتقل إلى قسم الموضة في مدرسة دانيال، وتعيش في جسدها الأصلي خلال النهار. دفعتها معاملتها المختلفة إلى الاعتقاد بأن العالم يحكم على من لهم مظهر مختلف بطريقة غير لائقة. ترى كريستال أن دانيال الوسيم هو متنمر مغرور (بناءً على مظهره)، وتفضل شخصية دانيال السمينه.

## المفهوم
الموضوع الرئيسي للمانهوا المعروضه على ويبتون هو: التحيز على أساس المظهر الجسدي للشخص. دانيال (الشخصية الرئيسية)، هو طالب يعاني من زيادة الوزن وغير جذاب يتعرض للتنمر حتى يتغير مظهره. تشمل الموضوعات الأخرى العصابات، والابتزاز ، واكتناز الحيوانات، والعبادات، وفضح الجسد، والسلوكيات المعادية للمجتمع، والمطاردة، وإيجابية الجسد، والاغتصاب، ومحاولة القتل.

## تصاميم الشخصيات
استوحى تصميم دانيال من عارضة الأزياء بارك هيونغ سيوك. تصميم جاي هونغ مستوحى من عارضة أزياء حاي هونغ استوحى ديجي من جي دراغون. تم إنشاء المانهوا بواسطة بارك تاي جون، وهو أيضًا مودل وعارض ازياء.

## الاقتباسات

### مسلسلات تلفزيونية صينية
أنتجت Tencent 外貌 至上 主义 (Wàimào Zhìshàng Zhǔyì) ، وهو مسلسل تلفزيوني صيني من 38 حلقة يعتمد على قصة مانهوا معايير الجمال lookism في عام 2019.

### سلسلة الرسوم المتحركة الكورية
تم الإعلان عن سلسلة رسوم متحركة كورية من تأليف Studio Mir بعنوان 외모 지상(معايير الجاذبية) خلال حدث نتفليكس الافتراضي والذي قرر نزوله في 25 سبتمبر 2022. المسلسل من إخراج كوانغ إيل هان ، مع قيام داي وو لي بعمل فني وكيونغ هون هان مؤلف ومغني للموسيقى. كان من المقرر إطلاقه في جميع أنحاء العالم على نتفليكس في 4 نوفمبر 2022 ، ولكن تم تأجيله إلى 8 ديسمبر بسبب حادث تدافع احتفالات الهالوين في سول. قامت فرقة أيتييز الكوريه بأداء أغنية المسلسل "لايك ذات".

## روابط خارجية
- الطبعة الإنجليزية من Lookism
- الطبعة الكورية من Lookism